# Мороу Бей (Калифорния)
Мороу Бей (на английски: Morro Bay, звуков файл и буквени символи за произношение ) е град в окръг Сан Луис Оубиспоу в щата Калифорния, САЩ. Мороу Бей е с население от 10 350 жители (2000) и обща площ от 26,30 км² (10,20 мили²). Намира се на 20 км (12,50 мили) северозападно от град Сан Луис Оубиспоу на магистрала 1.